# Håkan Jonasson
Håkan Jonasson (Helsingborg, 2 maart 1969) is een voormalig voetbalscheidsrechter uit Zweden. Hij leidde wedstrijden in de hoogste afdeling van de Zweedse voetbalcompetitie, de Allsvenskan, van 1999 tot 2009.

## Statistieken
| Seizoen | Competitie  | Duels | Kaarten    | Kaarten                                    | Kaarten     |
| Seizoen | Competitie  | Duels | Kreeg geel | Kreeg voor de tweede keer geel en dus rood | Weggestuurd |
| ------- | ----------- | ----- | ---------- | ------------------------------------------ | ----------- |
| 2002    | Allsvenskan | 8     | 21         | 0                                          | 0           |
| 2003    | Allsvenskan | 12    | 37         | 0                                          | 1           |
| 2004    | Allsvenskan | 10    | 22         | 2                                          | 0           |
| 2005    | Allsvenskan | 14    | 32         | 1                                          | 1           |
| 2006    | Allsvenskan | 12    | 39         | 2                                          | 2           |
| 2007    | Allsvenskan | 13    | 35         | 1                                          | 1           |
| 2008    | Allsvenskan | 11    | 29         | 1                                          | 1           |
| 2009    | Allsvenskan | 9     | 18         | 2                                          | 1           |
| Totaal  | Totaal      | 89    | 233        | 9                                          | 7           |